# Paliphora porosa
Paliphora porosa är en svampart som beskrevs av Kuthub. 1987. Paliphora porosa ingår i släktet Paliphora, divisionen sporsäcksvampar och riket svampar.   Inga underarter finns listade i Catalogue of Life.